# Wolfgang Braun (Filmproduzent)
Wolfgang Braun (* 27. September 1953 in Dortmund) ist ein deutscher Filmproduzent und Manager.

## Leben
Wolfgang Braun gründete 1987 im Auftrag von Paramount Pictures und Universal Studios die United Cinemas International Multiplex GmbH Als Geschäftsführer und CEO des Unternehmens baute und betrieb er u. a. das erste deutsche Multiplex-Kinozentrum in Hürth bei Köln. Für mehrere Jahre war er zudem Geschäftsführender Vorstand des Verbands der Filmverleiher (VdF).
Von 1992 bis 2008 war er als General Manager für die Geschäftsbereiche Kino und Home Entertainment der deutschen Walt Disney Studios zuständig. Als Produzent zeichnet er unter anderem verantwortlich für erfolgreiche deutsche Filme wie Knockin’ on Heaven’s Door oder Barfuss mit Til Schweiger. 2008 gründete er die unabhängige Produktionsfirma MoreMovies Entertainment GmbH. Am 7. Juni 2009 übernahm er die Geschäftsführung der Medien-Unternehmensgruppe Kinowelt.

## Auszeichnungen
- 2008: Goldene Leinwand für besondere Verdienste für „den Aufbau des deutschen Disney-Fimverleihs und seine Führung über 15 Jahre und 343 Millionen Besucher in diesem Zeitraum“.

## Filmografie
- 1997: Knockin’ on Heaven’s Door
- 1999: Tuvalu
- 2000: Fandango – Members Only
- 2001: Ein göttlicher Job
- 2002: Das Jahr der ersten Küsse
- 2005: Barfuss
- 2006: Das Leben der Anderen
- 2009: Hexe Lilli – Der Drache und das magische Buch
- 2011: Dame, König, As, Spion (Tinker, Tailor, Soldier, Spy)
- 2011: Kein Sex ist auch keine Lösung
- 2012: Anleitung zum Unglücklichsein
- 2013: Banklady
- 2023: Das Beste kommt noch! (Cameo-Auftritt)